# Oleiros (Spanje)
Oleiros is een gemeente in de Spaanse provincie A Coruña in de regio Galicië.

## Geografie
De gemeente heeft een oppervlakte van 44 km². In 2005 telde Oleiros 30.586 inwoners.

Oleiros was in 2006 de snelst groeiende gemeente van de provincie A Coruña. Deze groei is voornamelijk te danken aan leegloop van de binnenlanden van de provincies A Coruña en Lugo.
Oleiros grenst aan de stad A Coruña, en wordt geografisch gescheiden door de Ría de O Burgo, een brede zeeinham. Het is een gemeente met veel groen en relatief weinig bebouwing.

## Demografische ontwikkeling
Bron: INE; 1857-2011: volkstellingen

## Politiek
De burgemeester van Oleiros, Ángel García Seoane, kwam in 2004 internationaal in opspraak wegens zijn solidariteitscampagnes. Hij gebruikte namelijk gemeentelijke publiciteitsvoorzieningen om zijn solidariteit met het Palestijnse volk te betuigen. In 2006 kwam de burgemeester op nationaal niveau in opspraak, omdat hij zelf profijt zou trekken van onteigening van grond door de gemeente.

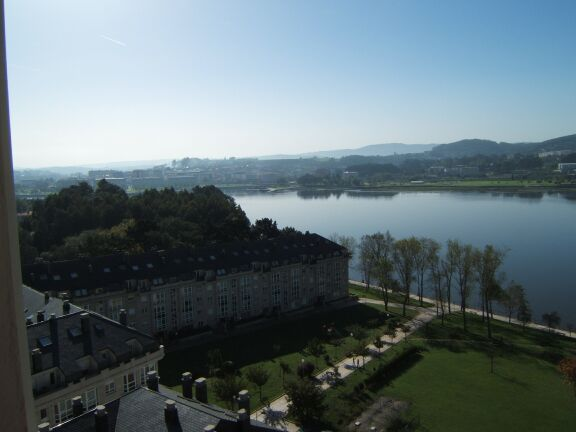
de Ria de O Burgo, gezien vanaf Oleiros